# Aeroméxico
Aeroméxico is de grootste luchtvaartmaatschappij uit Mexico en de op een na grootste in Latijns-Amerika. Dagelijks voert het bijna 600 vluchten uit naar 92 bestemmingen in Mexico, de Verenigde Staten, Canada, Centraal-Amerika, Zuid-Amerika, Europa en Azië. Aeroméxico was een van de stichtende leden van de SkyTeam-alliantie.

## Activiteiten
Op 31 december 2017 verzorgde de maatschappij dagelijks ongeveer 580 passagiersvluchten. Er zijn 43 binnen- en 49 buitenlandse bestemmingen, waaronder 23 in de Verenigde Staten, 15 in Midden- en Zuid-Amerika en vier in Europa. In 2017 had het een aandeel van 29,0% in de Mexicaanse binnenlandse markt en 16,8% in de Mexicaanse internationale markt. In dat jaar vervoerde Aeroméxico 20,7 miljoen passagiers waarvan een derde op internationale vluchten.
De vloot bestond uit 131 vliegtuigen op 31 december 2017. Hiervan zijn 59 Embraer 170 en 190 vliegtuigen en de rest Boeings. De gemiddelde leeftijd van de vloot was 8,4 jaar.
In 2017 realiseerde Aeroméxico een omzet van MXN 61,5 miljard (circa US$ 3,25 miljard) en een nettowinst van MXN 18 miljoen (ca. US$ 1,0 miljoen).
Het bedrijf staat aan de Bolsa Mexicana de Valores (tickercode: AEROMEX) genoteerd.

## Geschiedenis
De luchtvaartmaatschappij werd op 15 september 1934 opgericht onder de naam Aeronaves de México. Ondanks de Tweede Wereldoorlog bleef de luchtvaartmaatschappij groeien met hulp van Pan Am, die 25% van de luchtvaartmaatschappij bezat. De luchtvaartmaatschappij nam in de jaren vijftig verschillende concurrerende ondernemingen over, waaronder Aerovias Guest, die de rechten bezat voor de routes naar Madrid en Parijs.
In oktober 2007 kwam de luchtvaartmaatschappij in handen van de Mexicaanse bank Banamex en enkele partners. Aeroméxico verkeerde in financiële problemen en in augustus 2010 werden de vluchten gestaakt. Door toegenomen concurrentie op de Mexicaanse markt door Mexicana en nieuwe toetreders als Interjet, Volaris en VivaAerobus krompen de winstmarges waardoor het niet meer aan de betalingsverplichtingen kon voldoen. De oudste en felle concurrent Mexicana ging in augustus 2010 failliet en dit leidde tot tijdelijk minder concurrentie. Tussen februari 2010 en februari 2011 verbeterde het binnenlands marktaandeel voor Aeroméxico van 34% naar 42%. Het bedrijf werd geherstructureerd, de resultaten verbeterden en in 2011 ging het opnieuw naar de beurs.
In augustus 2016 kwam een Open Skies overeenkomst met de Verenigde Staten tot stand. Dit opende de weg om met Delta Air Lines een joint venture op te zetten voor het vliegverkeer tussen Mexico en de Verenigde Staten. Delta had al in 2012 een klein aandelenbelang in de onderneming maar heeft dit in maart 2017 verhoogd naar 36,2%. Delta betaalde MXN 53 (US$ 2,70) per aandeel of US$ 620 miljoen in totaal. Delta heeft nog opties om het belang verder te verhogen tot 49%.

## Vloot
De vloot van Aeroméxico bestond in april 2015 uit de volgende toestellen.
- 23 (+0) Boeing 737-700
- 31 (+26) Boeing 737-800
- 0 (+60) Boeing 737-MAX 8
- 4 (+0) Boeing 777-200ER
- 9 (+1) Boeing 787-8
- 1 (+5) Boeing 787-9
- 26 (+0) Embraer ERJ 145 (Aeroméxico Connect)
- 6 (+0) Embraer E-170 (Aeroméxico Connect)
- 3 (+2) Embraer E-175 (Aeroméxico Connect)
- 30 (+0) Embraer E-190 (Aeroméxico Connect)

## Ongevallen
Op 1 augustus 2018 stortte in het noorden van Mexico een vliegtuig van Aeroméxico neer. De Embraer 190, van 10 jaar oud, was onderweg van Durango naar Mexico-stad. Aan boord van het toestel waren 103 mensen. Er zijn geen doden gevallen, maar 85 mensen raakten gewond, waarvan twee ernstig.